# قطايف

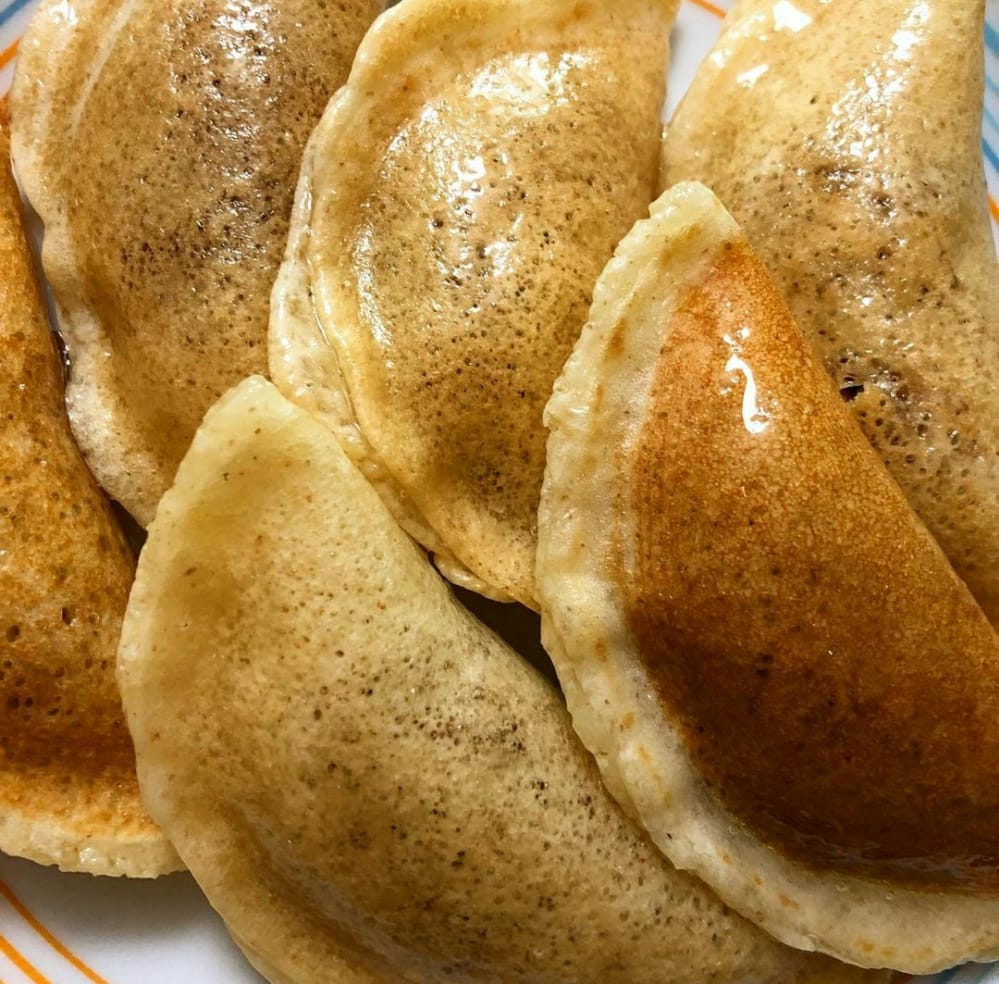
قطايف مقلي

القطايف هي فطيرة تؤكل نيئة أو مقلية بحشواتٍ متنوعة منها القشطة والجبنة والجوز، ويشتهر إعدادها في مصر وبلاد الشام خلال
شهر رمضان وهي عبارة عن فطيرة مصنوعةٍ من عجينة سائلة مخبوزة، وتؤكل إما باردةً بعد حشوها بالقشطة والجوز وتحلى بالقطر أو مقلية قلياً عميقاً بالزيت وتكثرُ الروايات في أصولها التاريخية، فيزعمُ البعض أنها عُرِفَت منذ أيام الخلافة الإسلامية الأموية والعباسية.

## أصلها

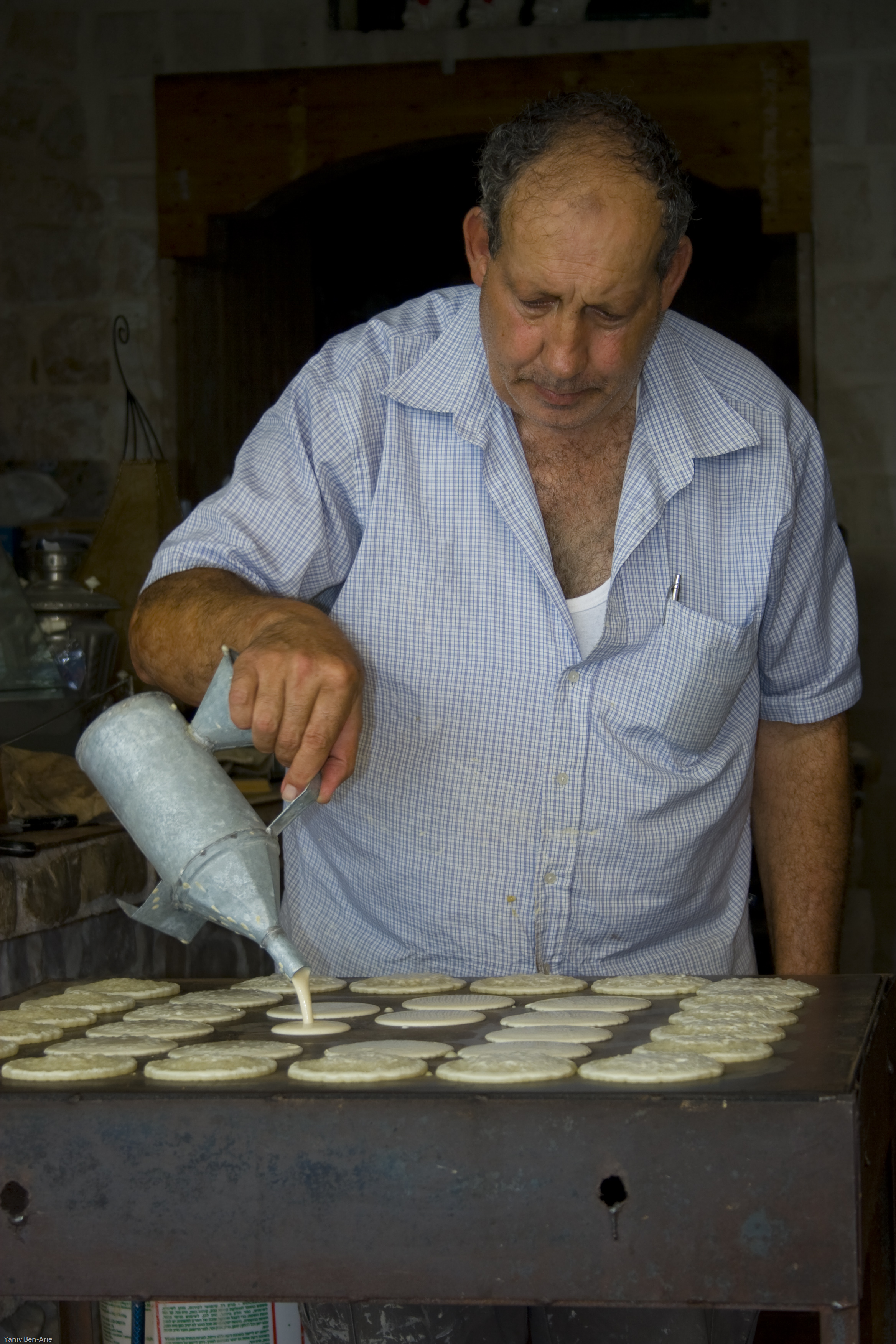
إعداد عجينة القطايف في فلسطين.

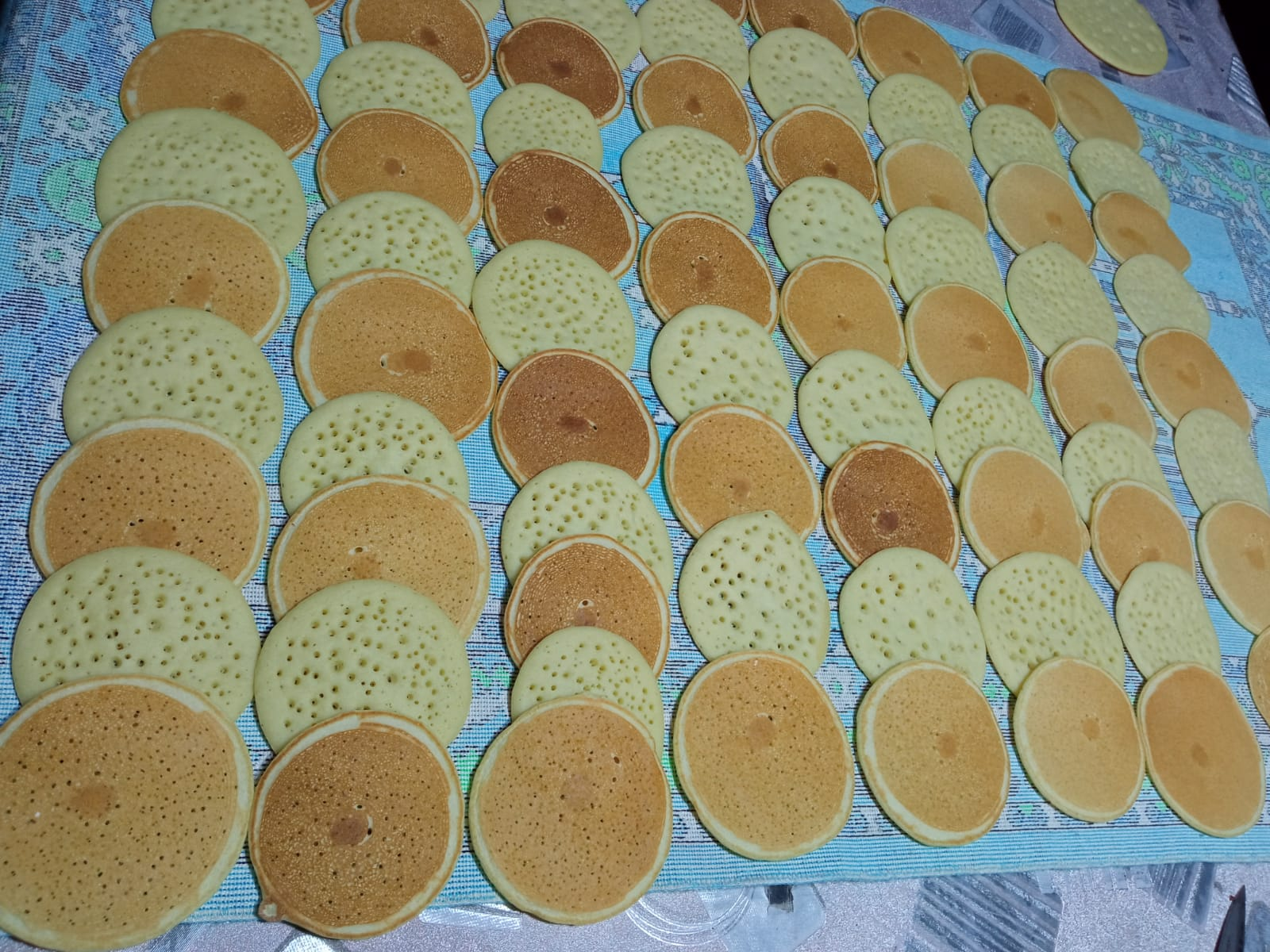
القطايف المنزلية على الطريقة الفلسطينية

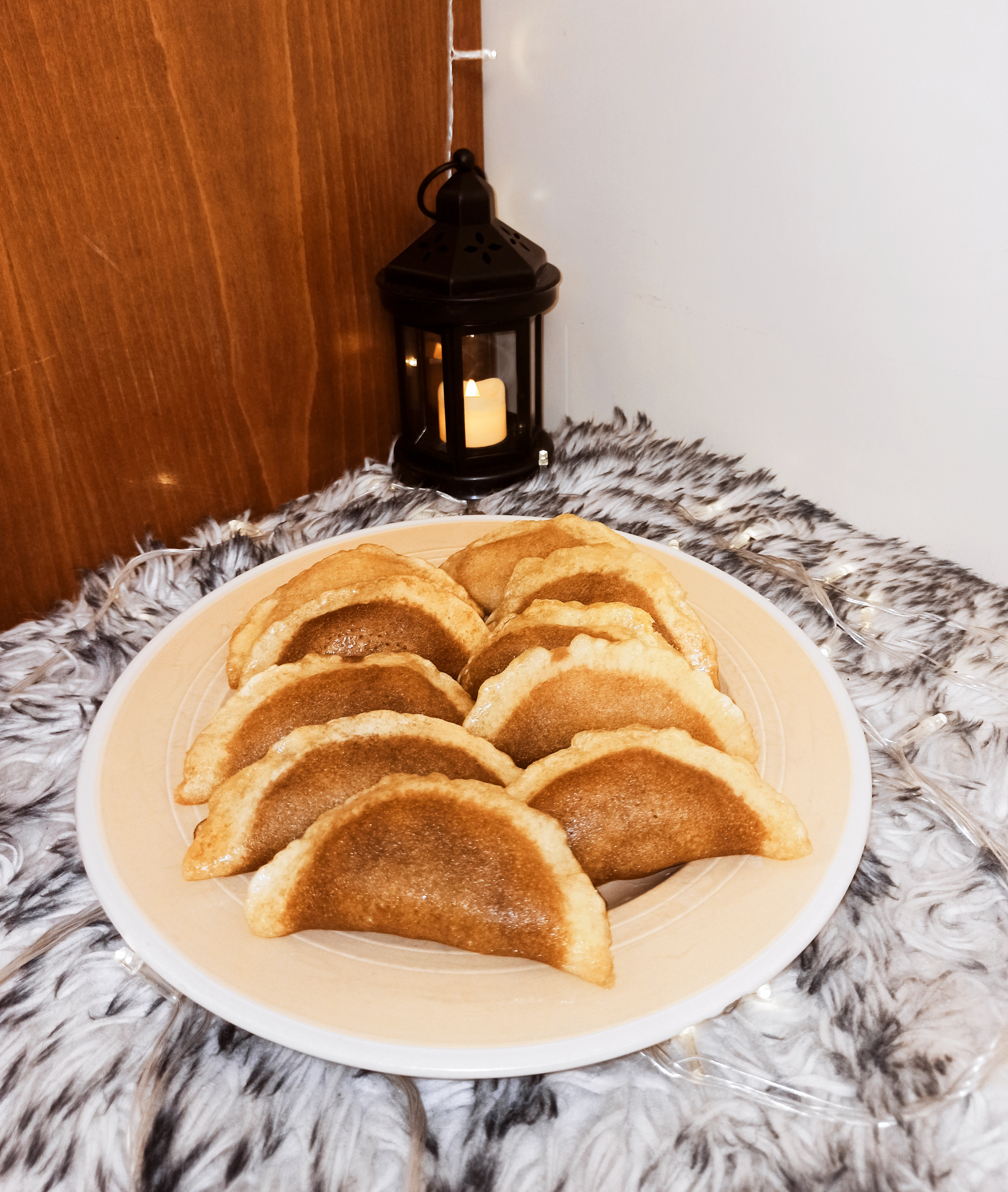
طبق الحلوى الرمضاني الشامي الشهير القطايف

لا يوجد مرجع موثق يبين أصل القطايف، فبعض الروايات تقول أنّها تعود للعصر العباسيّ ومنهم من يقول الأمويّ، ويقال إنّ أول من تناول القطايف هو الخليفة الأمويّ سليمان بن عبد الملك سنة (98 هجري) في رمضان، وهناك العديد من الروايات حول تسمية القطايف بهذا الاسم، حيث إنّ هذه الرواية تعود للعصر الفاطميّ، حيث إنّ الطهاة كانوا يتنافسون في تحضير أنواع الحلويّات في الشهر الفضيل، وكانت فطيرة القطايف من ضمن هذه الحلويّات، وتمّ تحضيرها بشكل جميل ومزيّنة بالمكسّرات ومقدّمة بطبق كبير، وكان الضيوف يتقاطفونها بشدّة للذّتها، بينما يرجع بعض المؤرخين أصل تسمية القطائف بهذا الاسم لتشابه ملمسها مع ملمس قماش القطيفة.
شغلت شاعر العربية الكبير ابن الرومي، الذي كان يسر بها سرور (ابن الأحنف) بقرب حبيبته (فوز) وقد كان ابن الرومي نهماً:
قطائف قد حشيت باللوز
والسكر الماذي حشو الموز
تسبح في آذيّ دهن الجوز
سررت لما وقعت في حوزي
سرور عباس بقرب فوز
ولأن ابن الرومي شاعر عباسي على الأرجح أن تكون عرفت القطائف في العصر العباسي أو وفي أواخر العصر الأموي
وقد قال فيها أحد الشعراء:
«لله در قطائف محشوة.. من فستق دعت النواظر واليدا».

## طريقة التحضير

### تحضير العجينة
تصنع العجينة من الدقيق والحليب ويضاف إليها القليل من الملح وبكربونات الصوديوم ونصف كوب من اللبن الرائب. تضرب بالخلاط وتترك لمدة نصف ساعة تقريباً، تكون العجينة متجانسة ورخوة، تسكب على شكل أقراص دائرية بحجم كف اليد تقريباً على صفيحة ساخنة، وتخبز من جهة واحدة فقط. تقدم القطايف باردة ومحشوة بالجوز والسكر وماء الزهر أو بالقشطة.

### حشو العجينة
تحشى الأقراص ذات الحجم العادي عادة بالجبنة منزوعة الملح أو بالجوز المطحون مع سكر وقرفة، أو بالفستق الحلبي، وهناك حشوات أقل شهرة مثل الحلاوة مع الصنوبر المقلي أو الزبيب أو اللوز أو البندق أو الفول السوداني، ثم تطوى وتطبق أطرافها فتصبح نصف دائرية.
هناك حشوة مشهورة في غزة وهي القشطة مخلوطة بجوز الهند المبشور والزبيب وبعد الحشو والإغلاق يضاف القليل من الزبدة وتوضع في فرن حرارة متوسطة حتى تحمر قليلا ثم يضاف إليها الشراب (القطر) المحلى أو العسل وتؤكل.

### التسخين
بعد الحشو يتم إما شوي القطايف بالفرن بعد دهنها بالزيت أو بالسمنة النباتية، أو قليها بالزيت، وقبل التقديم تغمس بالقطر الساخن أو بالعسل.

### القطايف العصافيري
تحشى الأقراص الصغيرة بالقشطة ولا يتم تسخينها، بل يتم تقديمها نيئة بجانب القطر والفستق الحلبي.

## المعلومات الغذائية عن القطايف بالقشدة
تحتوي قطعة القطايف بالقشدة (70غ تقريباً) بحسب موقع شهية، على المعلومات الغذائية التالية:
- السعرات الحرارية: 145
- الدهون: 4
- الدهون المشبعة: 2
- الكوليسترول: 12
- الكاربوهيدرات: 26
- البروتينات: 3